# Run2me
Run2me è il quarto singolo estratto dall'album Monuments to an Elegy del 2014, del gruppo di rock alternativo The Smashing Pumpkins. È stato accompagnato dalla presentazione di un video sul sito Vulture.com.

## Il brano
Questo brano si distacca molto dal tradizionale suono della band. La versione finale dell'album sembra sia notevolmente diversa dalla prima versione demo. È stata costruita tramite un processo di scomposizione, togliendo le chitarre precedenti e lasciando solo basso e batteria.

## Video
Il video musicale del brano è stato diretto da Linda Strawberry, collaboratrice di lunga data di Corgan, che si è ispirata ai tarocchi in particolare alla carta del Mago. In un'intervista a Vulture ha dichiarato che Il Mago è il simbolo di trasformazione e ispirazione, mentre la protagonista nel video ha paura di ciò che è in procinto di diventare: impara, accetta e poi lascia andare tutto ciò che stava trattenendo. Questo si traduce, al termine del video, nel suo liberarsi dai lacci delle streghe e nell'esplosione di colori.

## Formazione
The Smashing Pumpkins
- Billy Corgan – voce, chitarra, basso, tastiere
- Jeff Schroeder – chitarra

Altri musicisti
- Tommy Lee – batteria